# Лебень (Лемборський повіт)
Лебень (пол. Łebień, нім. Labehn) — село в Польщі, у гміні Нова Весь-Лемборська Лемборського повіту Поморського воєводства.
Населення — 957 осіб (2011).
У 1975-1998 роках село належало до Слупського воєводства.

## Демографія
Демографічна структура станом на 31 березня 2011 року:
|          | Загалом | Допрацездатний вік | Працездатний вік | Постпрацездатний вік |
| -------- | ------- | ------------------ | ---------------- | -------------------- |
| Чоловіки | 477     | 106                | 343              | 28                   |
| Жінки    | 480     | 101                | 303              | 76                   |
| Разом    | 957     | 207                | 646              | 104                  |